# Jevaughn Minzie
Jevaughn Minzie (20 de julho de 1995) é um velocista jamaicano, campeão olímpico.
Fez parte da equipe jamaicana que conquistou a medalha de ouro no revezamento 4x100 m dos Jogos Olímpicos do Rio, com Asafa Powell, Yohan Blake, Nickel Ashmeade, Usain Bolt e Kemar Bailey-Cole, correndo apenas nas eliminatórias.
Durante os Jogos da CARIFTA de 2011, Minzie imitou a comemoração de Bolt antes da linha de chegada como ocorrera nos Jogos Olímpicos de 2008, em Pequim, mas acabou ultrapassado pelo trinitino Machel Cedenio.